# Tibouchina pulchra
Tibouchina pulchra är en tvåhjärtbladig växtart som först beskrevs av Adelbert von Chamisso, och fick sitt nu gällande namn av Célestin Alfred Cogniaux. Tibouchina pulchra ingår i släktet Tibouchina och familjen Melastomataceae. Inga underarter finns listade i Catalogue of Life.

## Bildgalleri

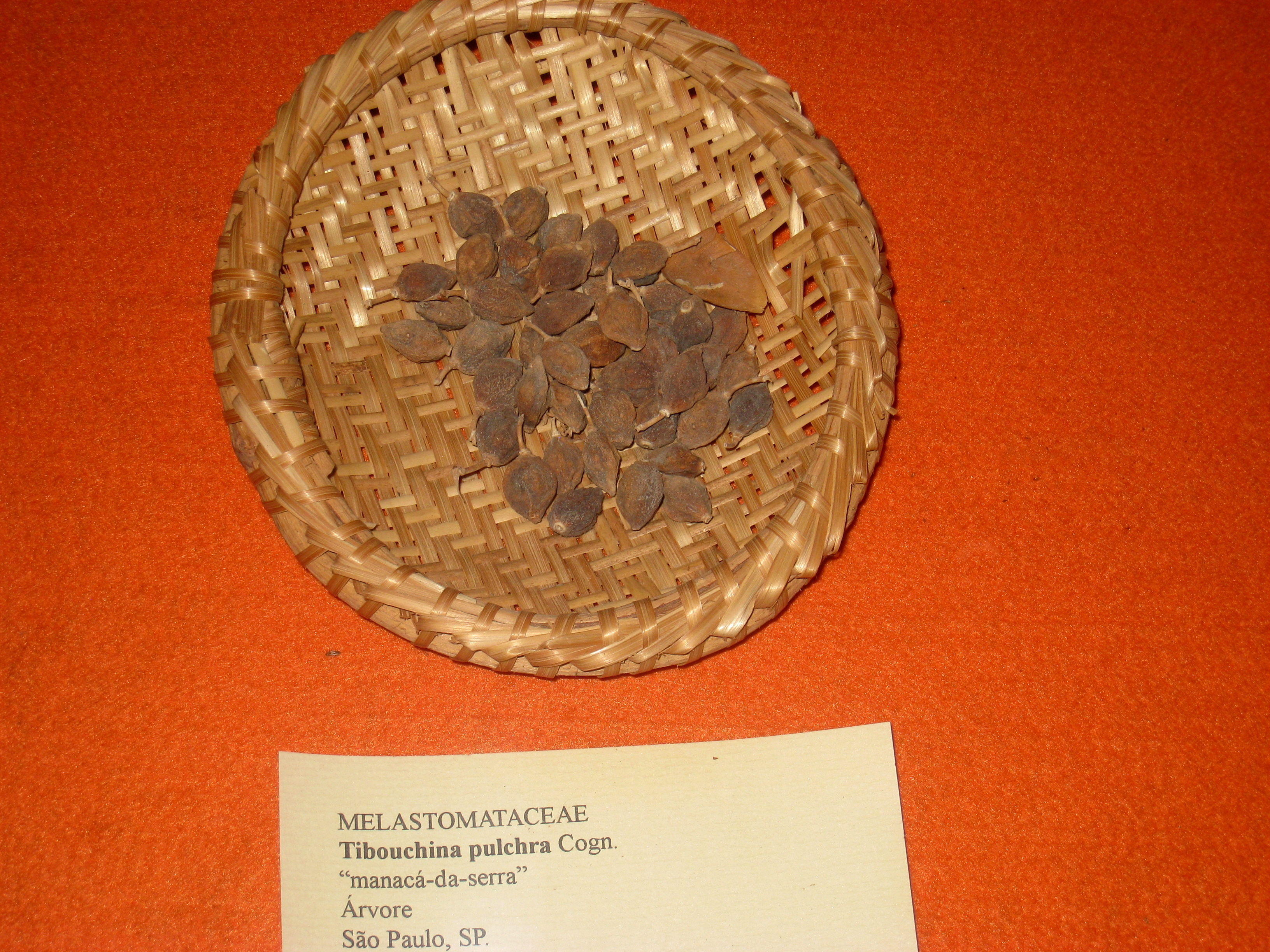
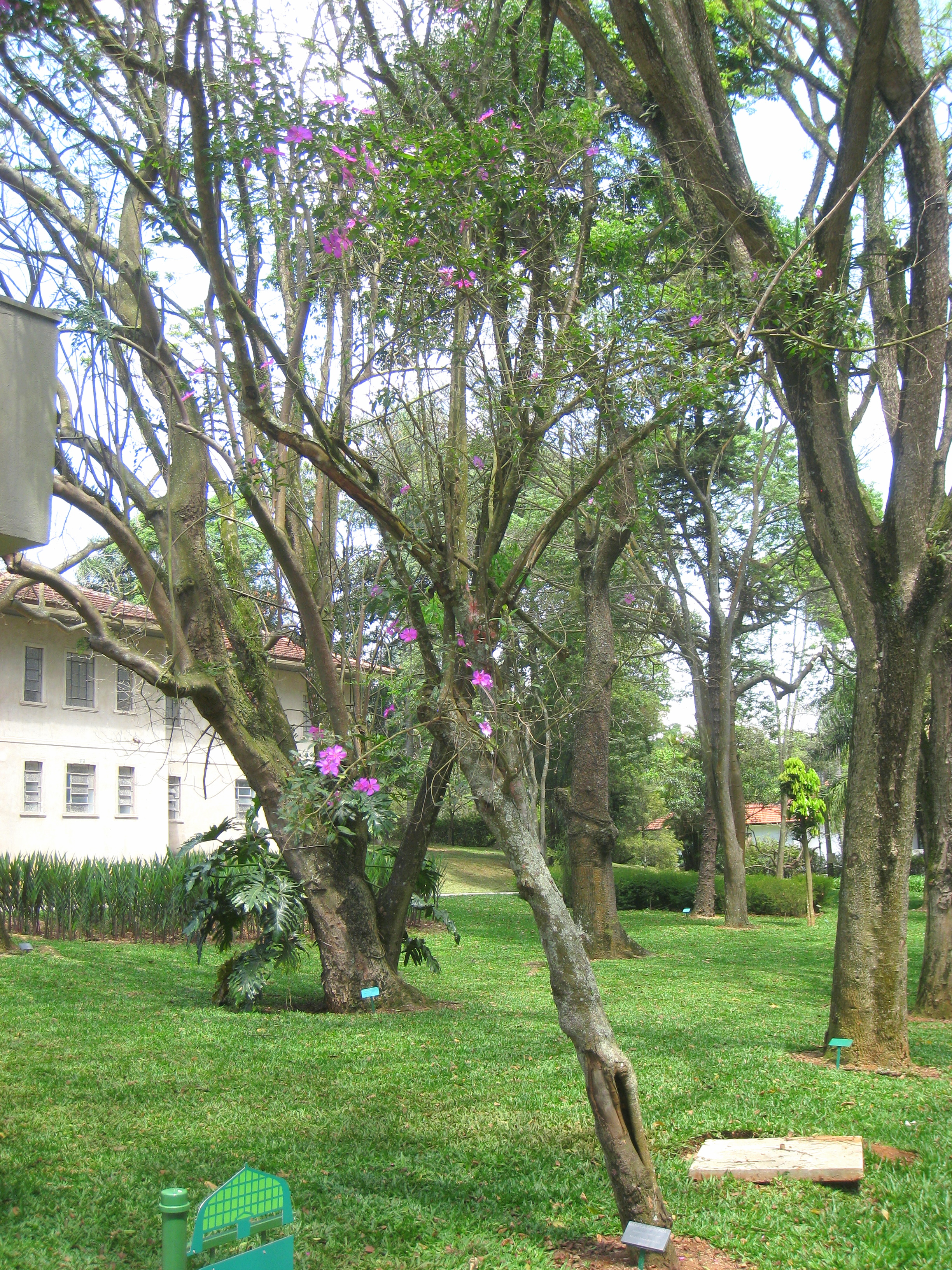